# Dorothy Bush Koch
Dorothy "Doro" Bush Koch, född 18 augusti 1959 i Harris County, Texas, är George H.W. Bushs dotter och syster till George W. Bush som var USA:s president åren 2001 - 2009. Hon är även syster till Jeb Bush, Neil Bush och Marvin Bush.
Hon har skrivit en biografisk bok om fadern George H.W. Bush: My Father, My President: A Personal Account of the Life of George H.W. Bush.